# Les Chenaux
Les Chenaux est une municipalité régionale de comté (MRC) de la région administrative de la Mauricie, au Québec (Canada).
Situé sur la rive nord du fleuve Saint-Laurent, le territoire couvre surtout la Basse-Batiscanie et les bassins versants des rivières Champlain et Sainte-Anne. La MRC est composée de dix municipalités et son chef-lieu est Saint-Luc-de-Vincennes.

## Géographie

### Géographie humaine
La MRC Les Chenaux est une région située à l'est de la ville de Trois-Rivières. Limitrophe du fleuve Saint-Laurent, le territoire de la MRC fait environ 40 km de longueur sur une profondeur d'une vingtaine de kilomètres. Le territoire est traversé du nord au sud par trois rivières coulant du nord au sud : Champlain, Batiscan et Sainte-Anne. L'autoroute 40 traverse d'est en ouest le sud de la MRC, entre les municipalités de Champlain et de Sainte-Anne-de-la-Pérade.

### Subdivisions limitrophes

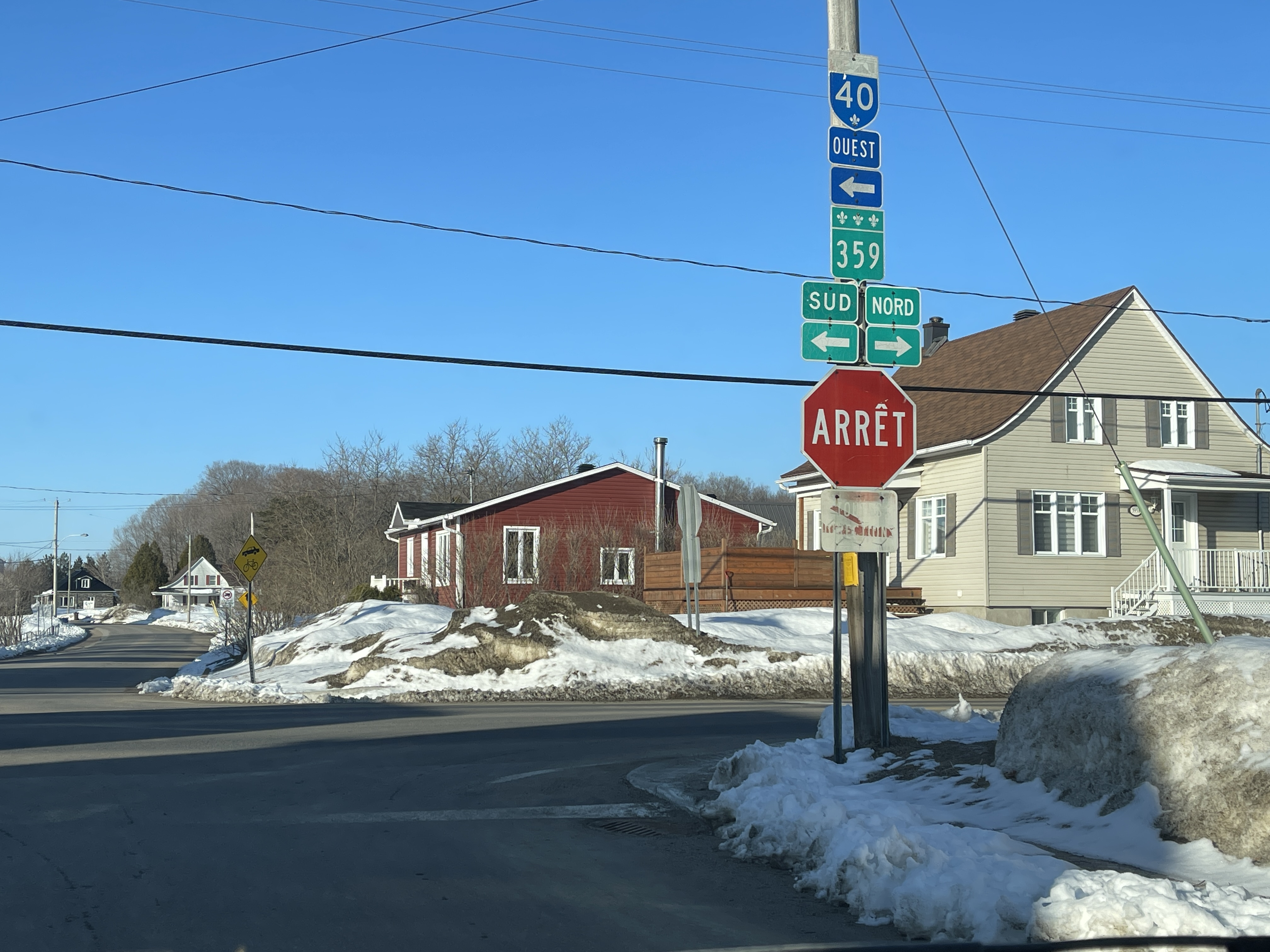
Vue de Saint-Luc-de-Vincennes, à l’intersection de la route 359 Sud et Nord et du rang Saint-Alexis.

### Entités territoriales
| Nom                          | Statut                   | Population 2021 | Superficie (km2) | Densité (h/km2) | Ref. |
| ---------------------------- | ------------------------ | --------------- | ---------------- | --------------- | ---- |
| Batiscan                     | Municipalité             | 958             | 58,9             | 16,26           |      |
| Champlain                    | Municipalité             | 1 807           | 78,7             | 22,96           |      |
| Notre-Dame-du-Mont-Carmel    | Municipalité de paroisse | 6 121           | 130,3            | 46,98           |      |
| Saint-Luc-de-Vincennes       | Municipalité             | 519             | 54,2             | 9,58            |      |
| Saint-Maurice                | Municipalité de paroisse | 3 432           | 91,34            | 37,57           |      |
| Saint-Narcisse               | Municipalité de paroisse | 1 801           | 106,9            | 16,85           |      |
| Saint-Prosper-de-Champlain   | Municipalité             | 482             | 93               | 5,18            |      |
| Saint-Stanislas              | Municipalité             | 1 001           | 91,4             | 10,95           |      |
| Sainte-Anne-de-la-Pérade     | Municipalité             | 2 031           | 129,5            | 15,68           |      |
| Sainte-Geneviève-de-Batiscan | Municipalité de paroisse | 1 028           | 100,6            | 10,22           |      |
| Total                        | Total                    | 19 180          | 934,4            | 20,53           |      |

## Démographie
| 2001 | 2006   | 2011   | 2016   | 2021   |
| ---- | ------ | ------ | ------ | ------ |
| -    | 16 974 | 17 865 | 18 617 | 19 180 |

## Histoire
Avant la venue des Français, la région était occupée par les Iroquoiens du Saint-Laurent. Bien que ces amérindiens étaient sédentaires, aucun village associé à cette culture n'a été retrouvé aux Chenaux. Ceux-ci se dispersèrent vers 1580 sans laisser de traces, sans doute victimes des conflits entre les différentes nations amérindiennes. La région fut ensuite fréquentée par les Algonquins et les Attikameks.
La colonisation du territoire actuel de la MRC Les Chenaux commença en 1664 par la concession de la Seigneurie de Champlain à Étienne Pézard de La Tousche. Elle fut suivie par la Seignerie de Batiscan (1666) et la Seigneurie de Sainte-Anne-de-la-Pérade (1667).
La MRC des Chenaux a été créée le 1er janvier 2002 à la suite de la dissolution de la MRC de Francheville et de la MRC Centre-de-la-Mauricie et de la réorganisation municipale dans la région. La majorité des municipalités provenaient de la première à l'exception de Notre-Dame-du-Mont-Carmel.

## Administration
La MRC est dirigée par un conseil des maires formé des maires de chacune des dix municipalités de la MRC. Ceux-ci élisent parmi eux un préfet qui dirige l'organisation de la MRC. Depuis 2002, les préfets de la MRC des Chenaux sont : 
- 2002-2005 : Marcel-P. Marchand (maire de Champlain)
- 2005-2021 : Gérard Bruneau (maire de Saint-Maurice)
- 2021- : Guy Veillette (maire de Saint-Narcisse)

En matière statistique, la MRC comporte une particularité. Elle est l'une des seules MRC de la province à ne pas constituer une division de recensement de Statistique Canada. Les données statistiques de la MRC sont comprises dans la division de recensement de Francheville qui comprend également la ville de Trois-Rivières.  

## Photos

Pays d'eaux vives et de lacs innombrables
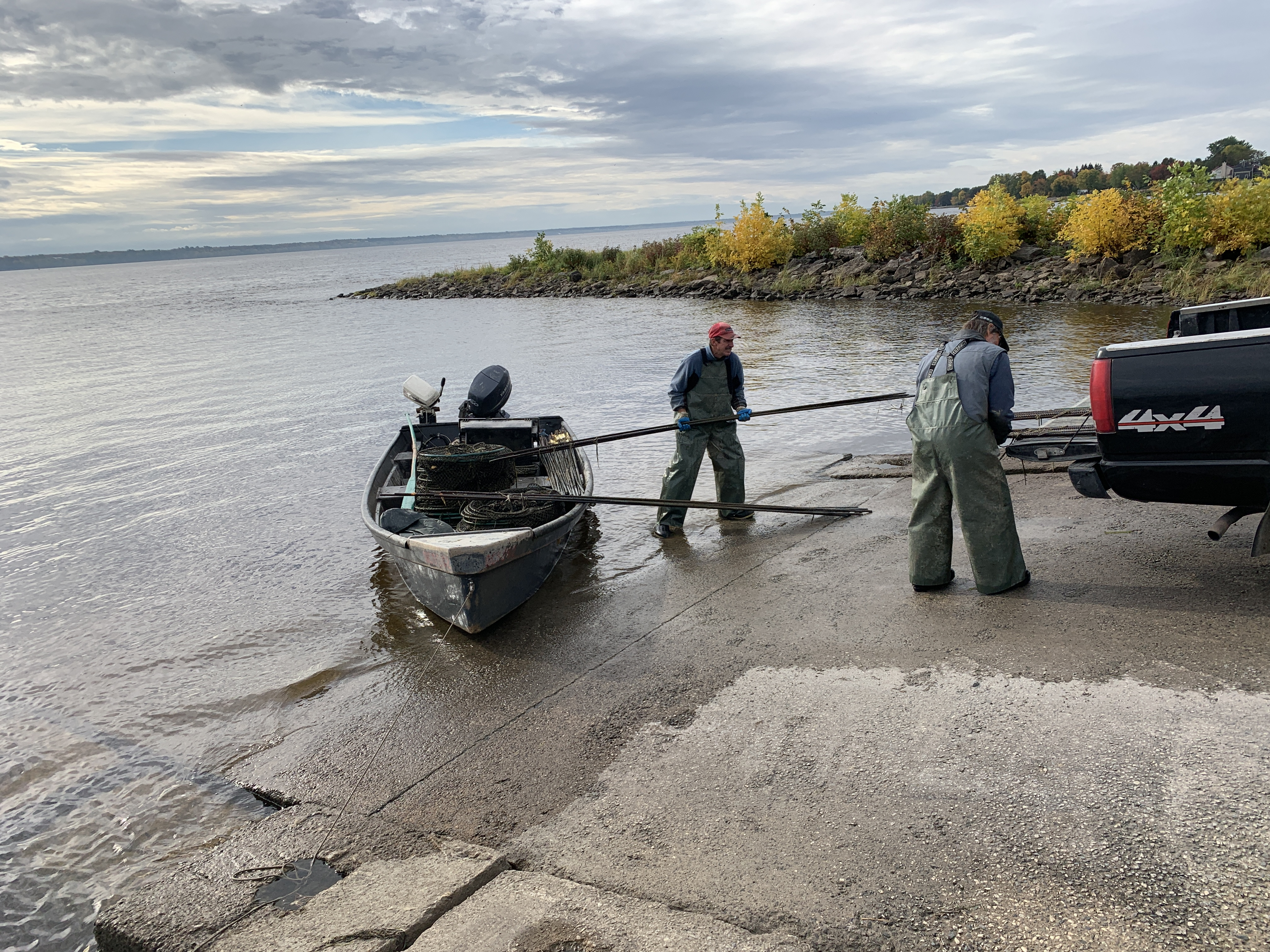
Batiscan, rampe de mise à l'eau, pêcheurs commerciaux, fleuve Saint-Laurent
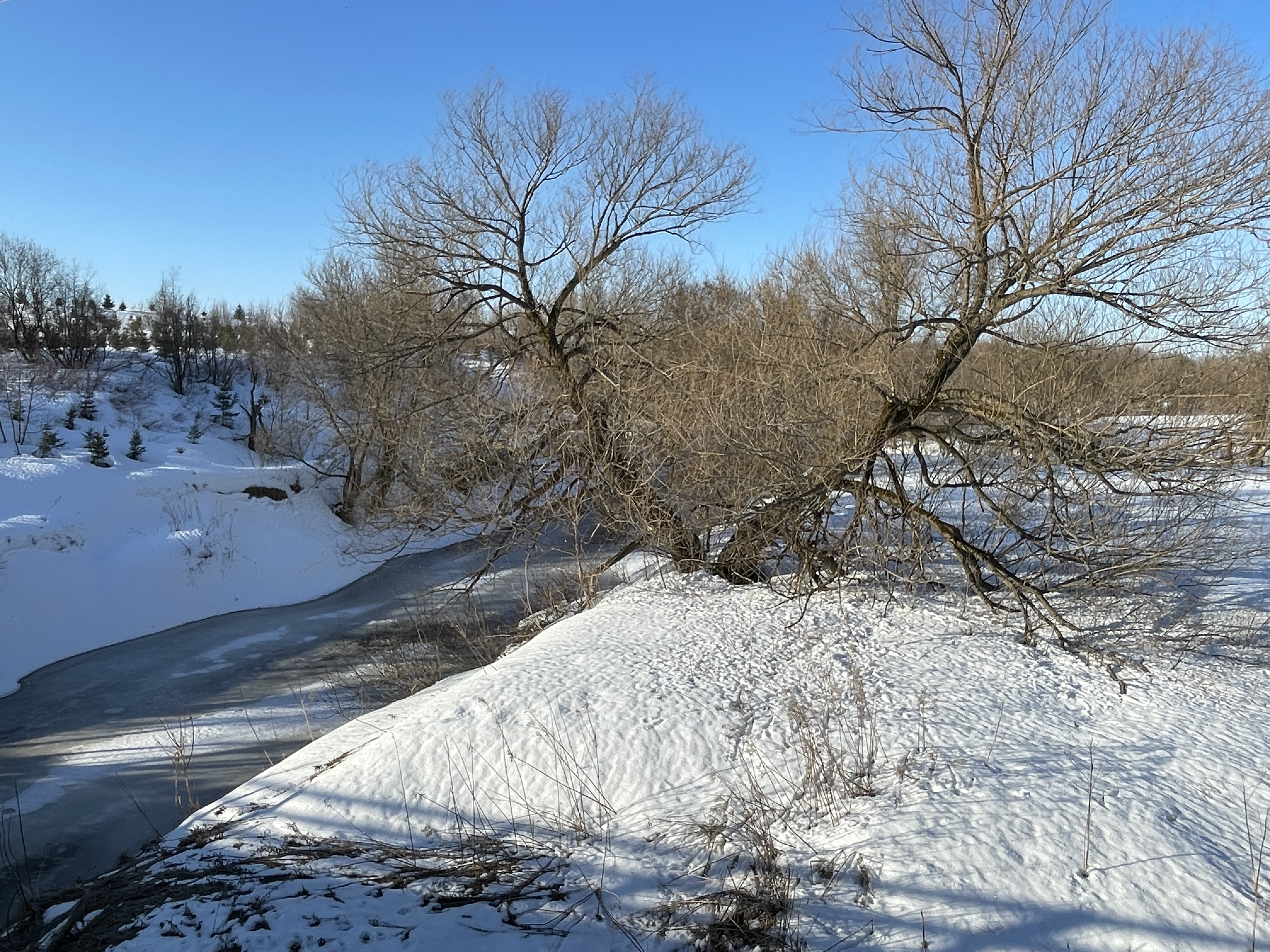
Saint-Luc-de-Vincennes, rivière Champlain
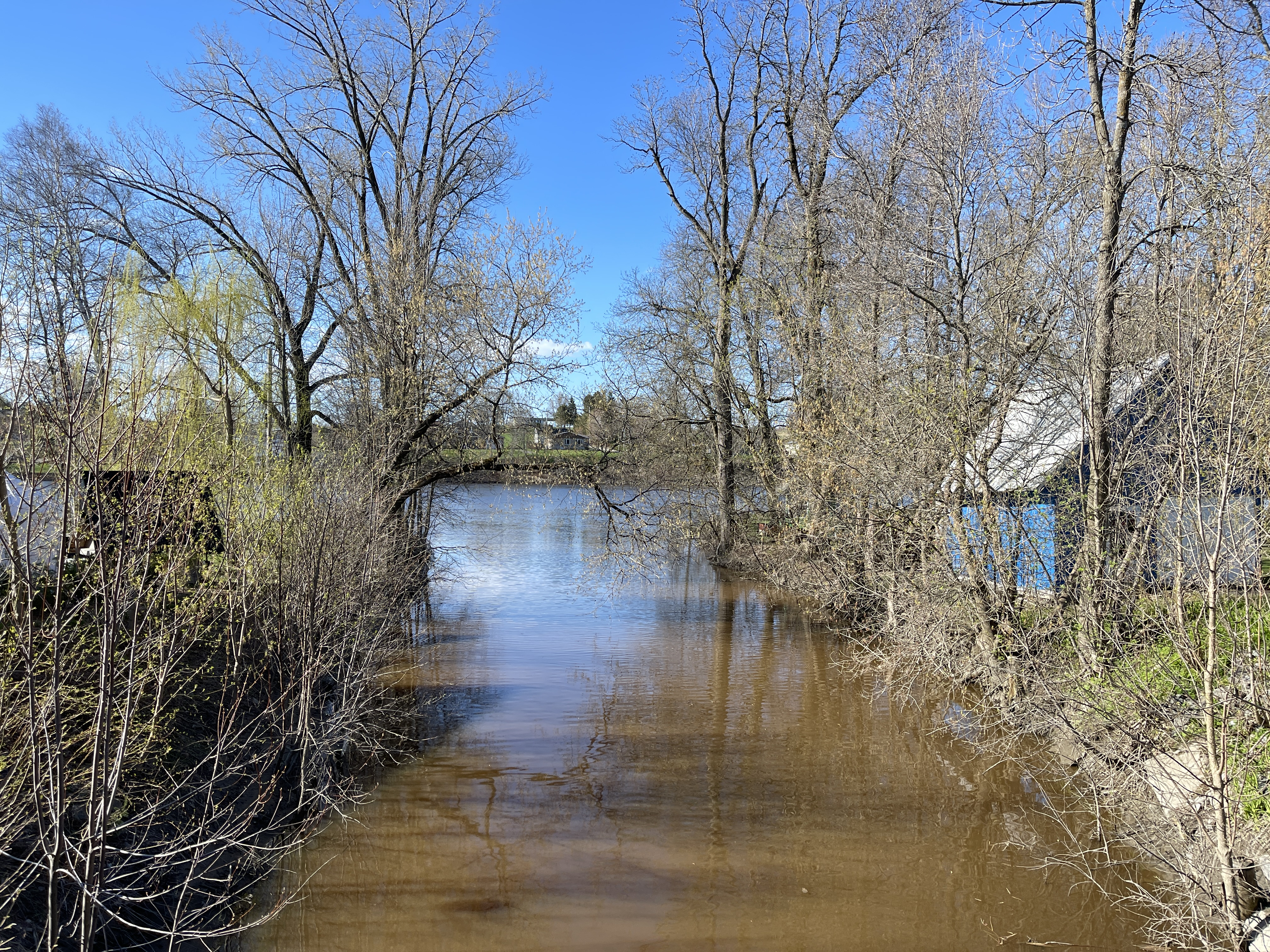
Sainte-Geneviève-de-Batiscan, la Rivière à Veillet se jette dans la Batiscan
Saint-Narcisse, tourbière du Lac-à-la-Tortue
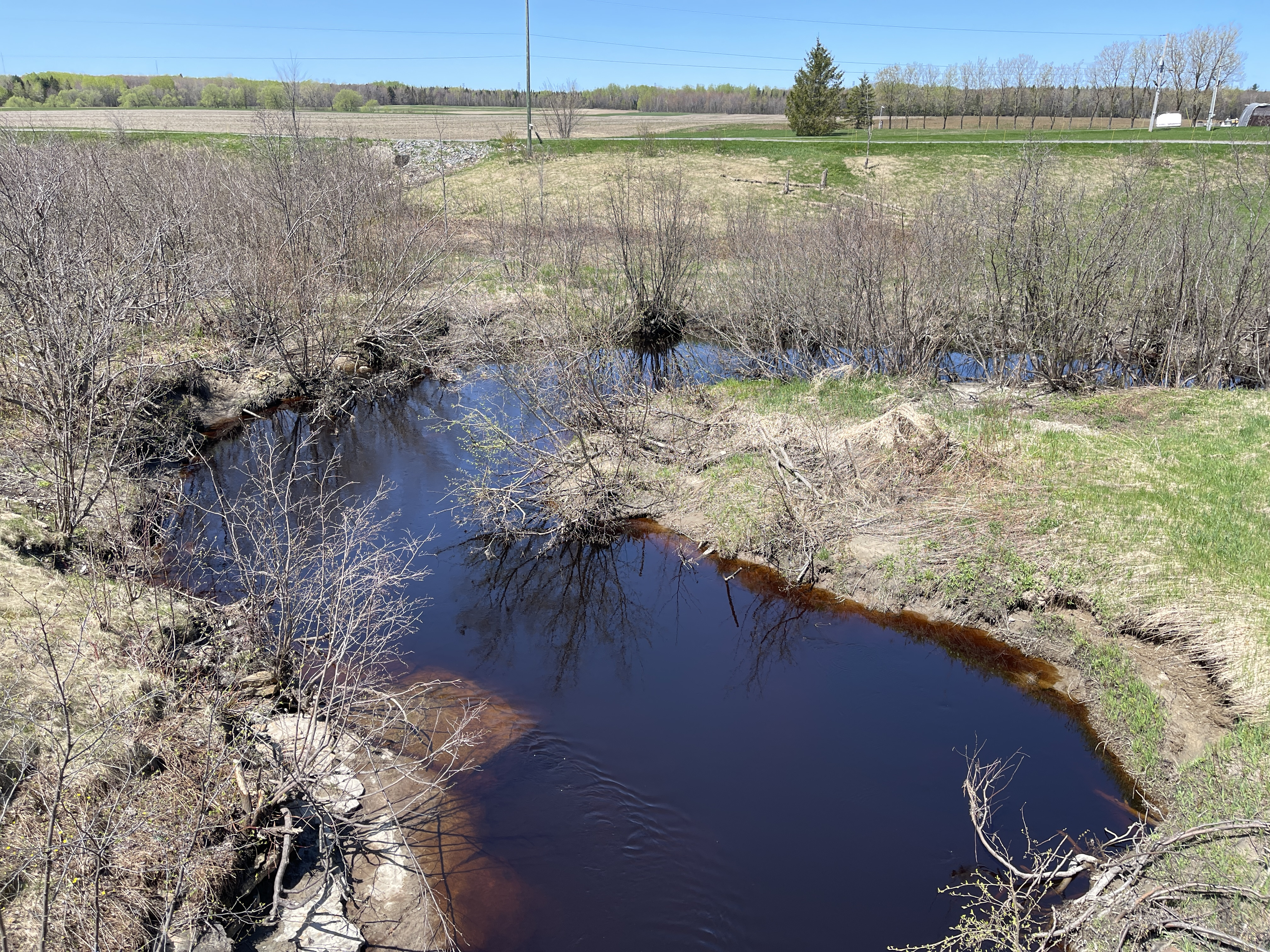
Saint-Maurice (Québec), rivière au Lard, zone agricole
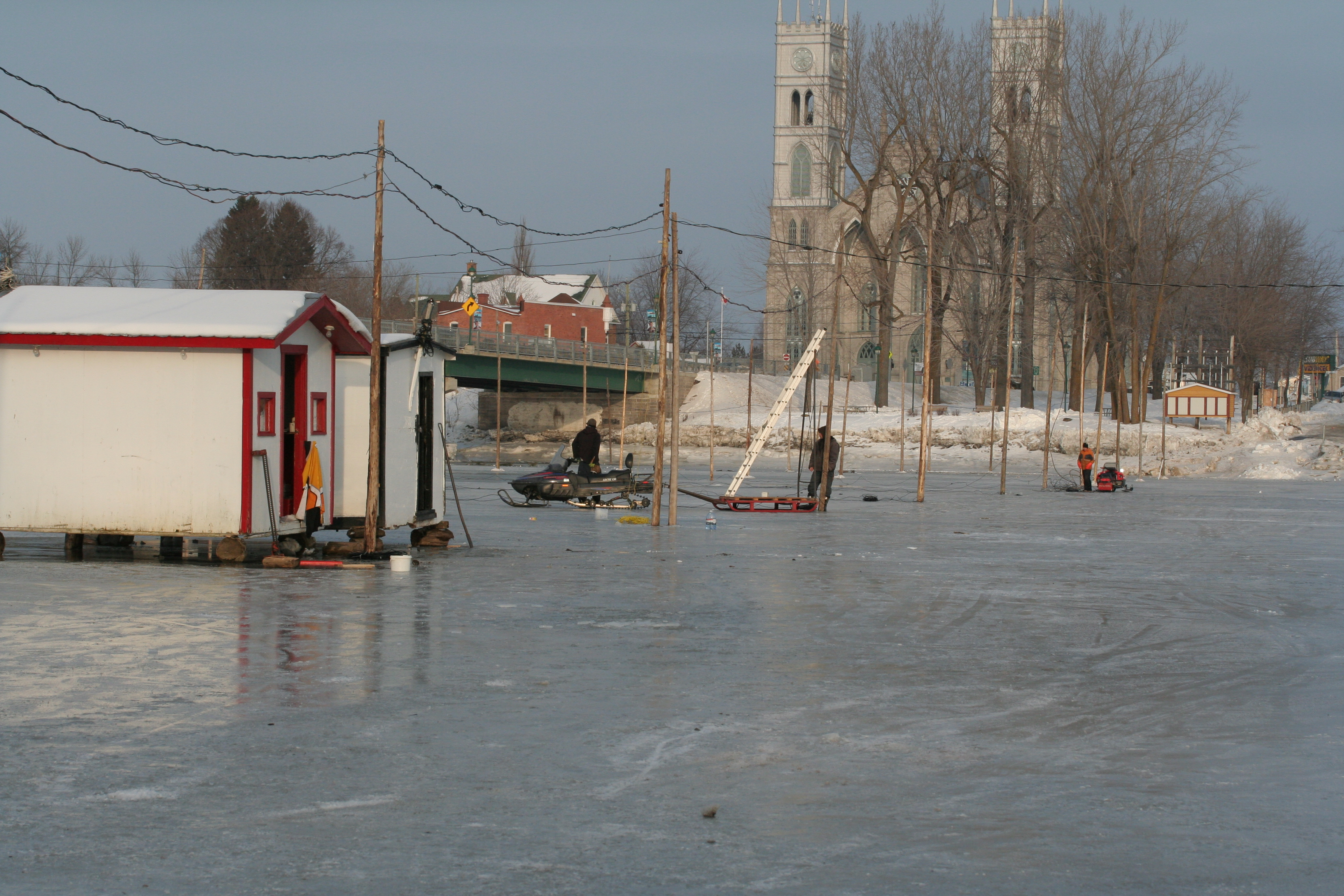
Sainte-Anne-de-la-Pérade, rivière Sainte-Anne, installation du village de pêche
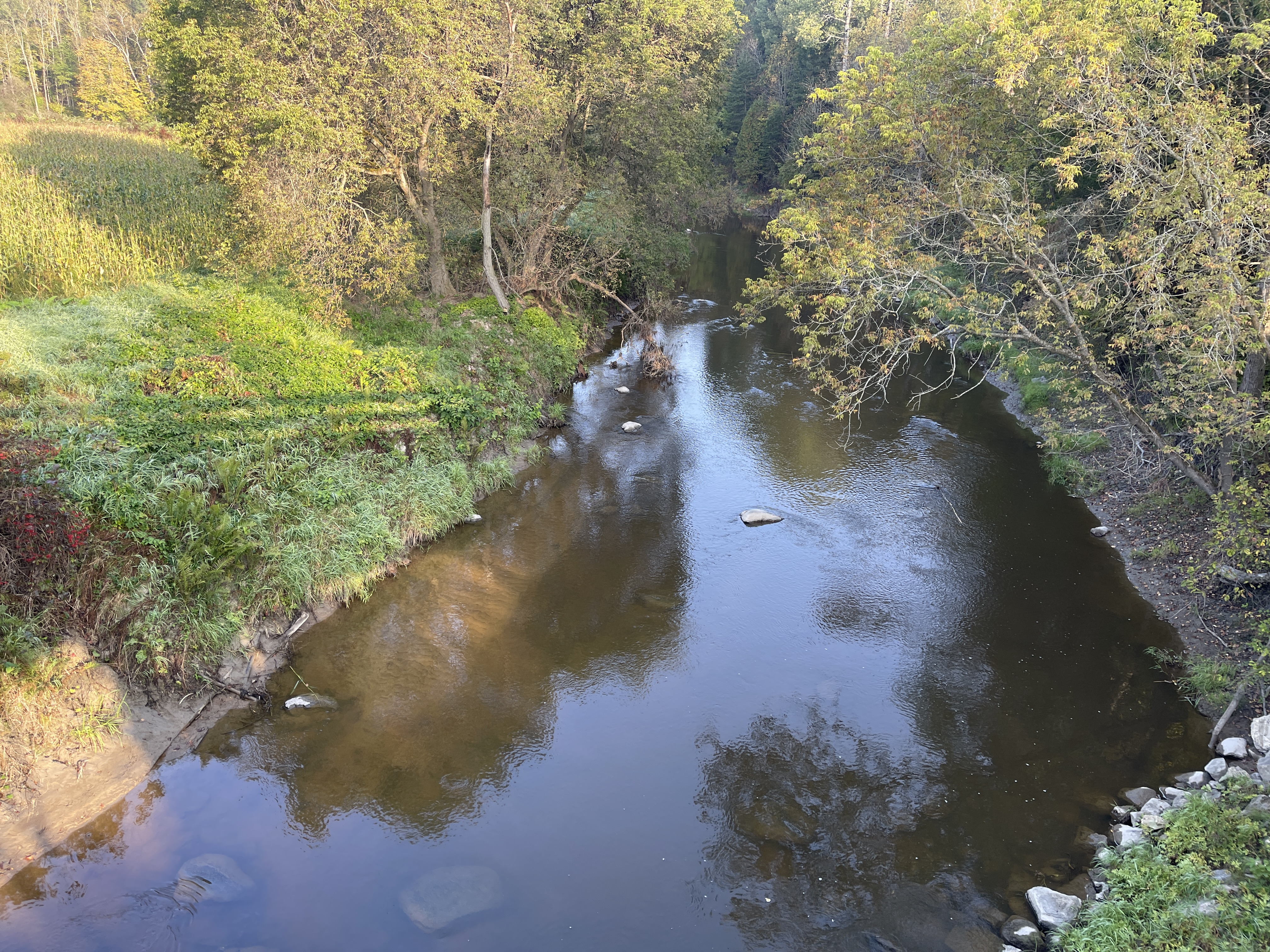
Saint-Prosper-de-Champlain, rivière Charest, tributaire de la rivière Sainte-Anne
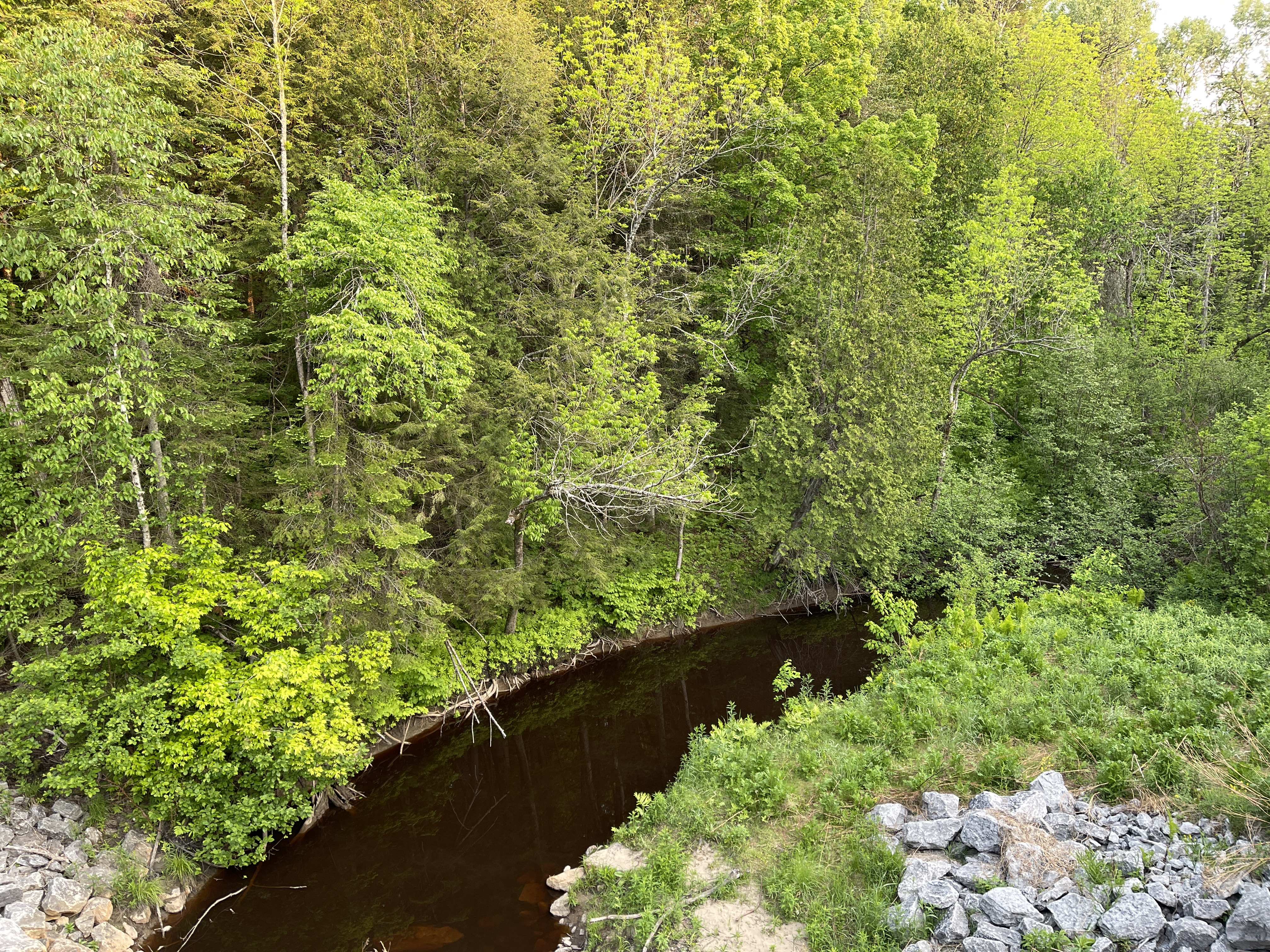
Notre-Dame-du-Mont-Carmel, Rivière Cachée
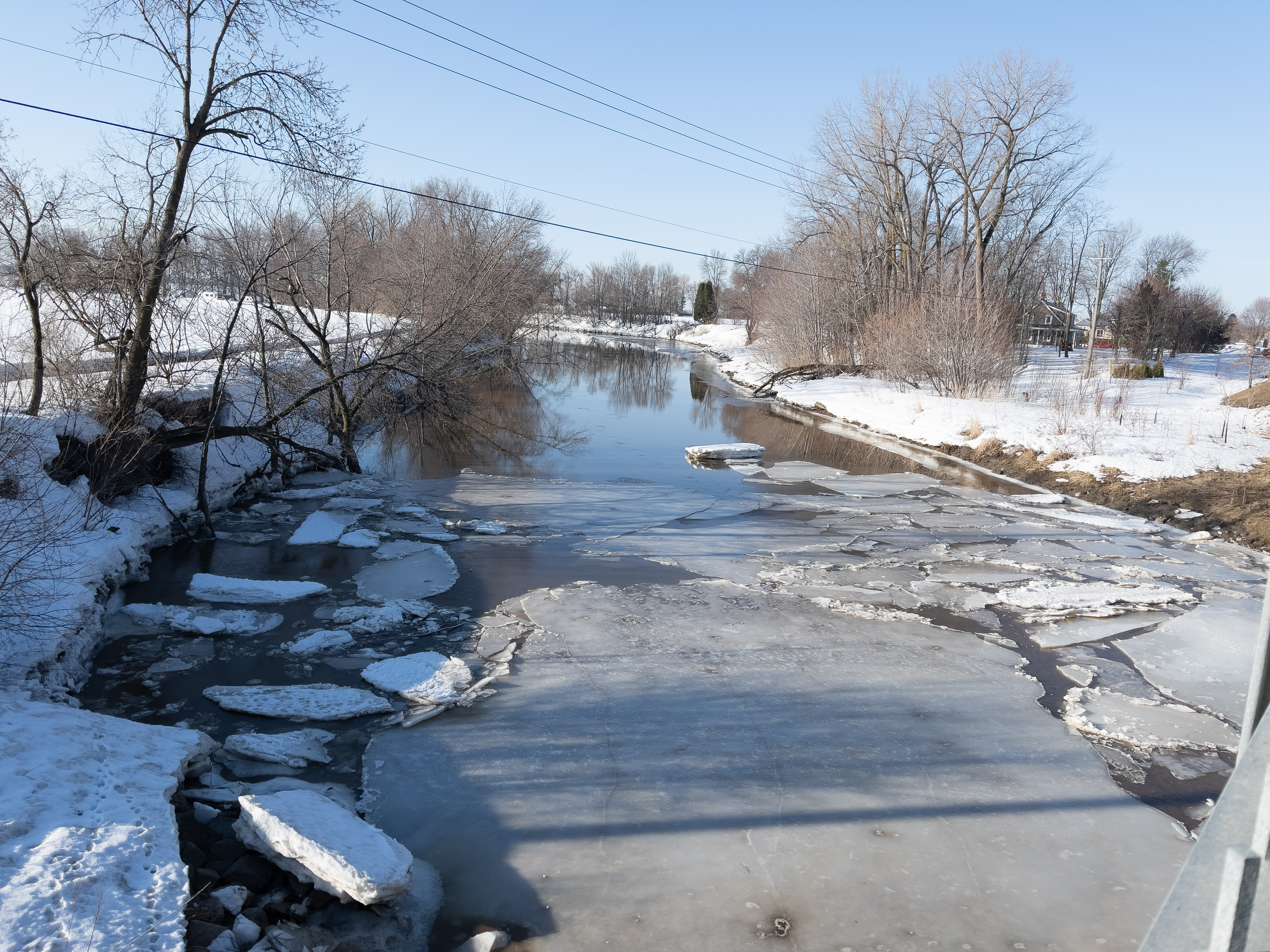
Champlain, rivière Champlain près de son embouchure
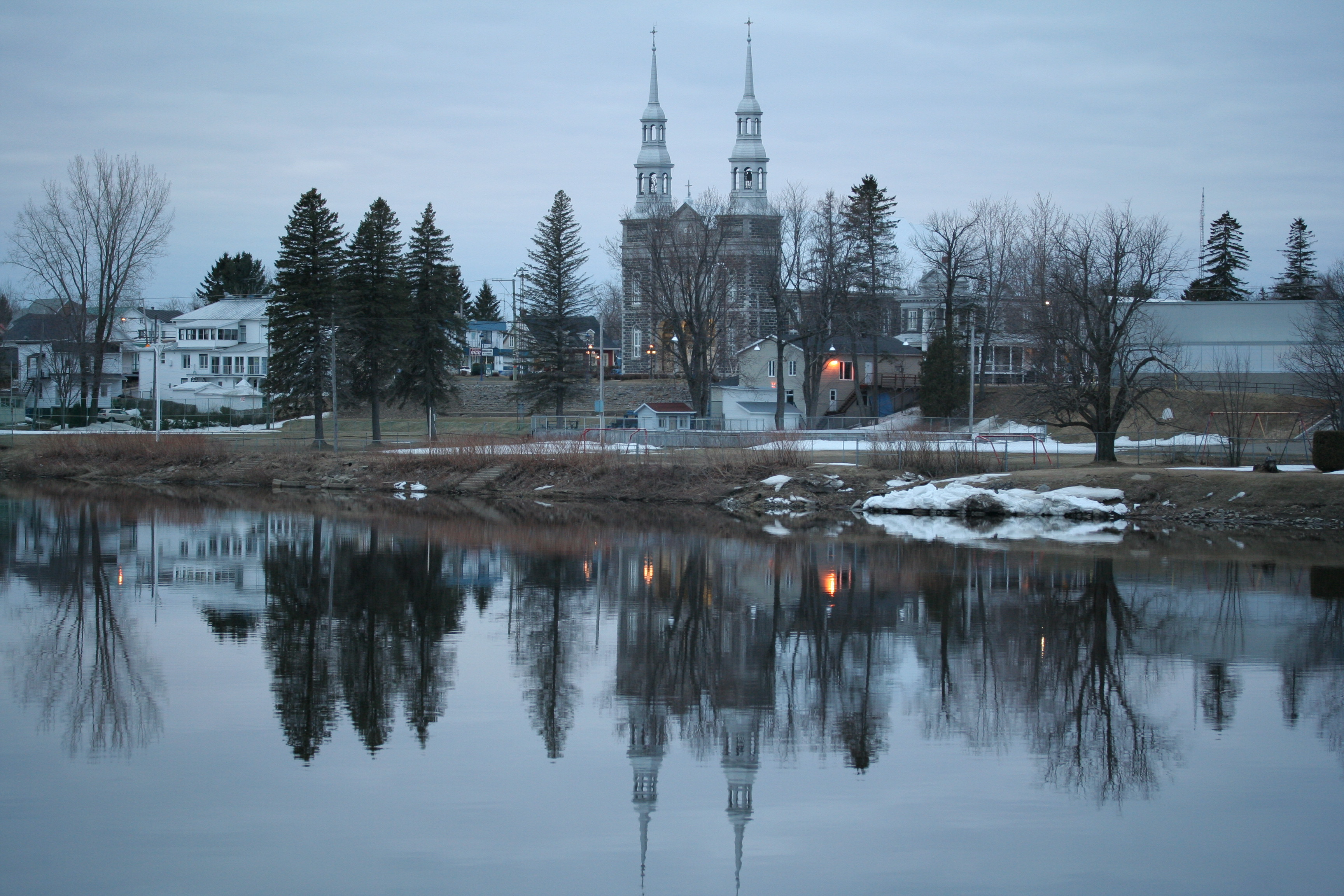
Saint-Stanislas, rivière Batiscan

Plantes communes des berges des cours d'eau
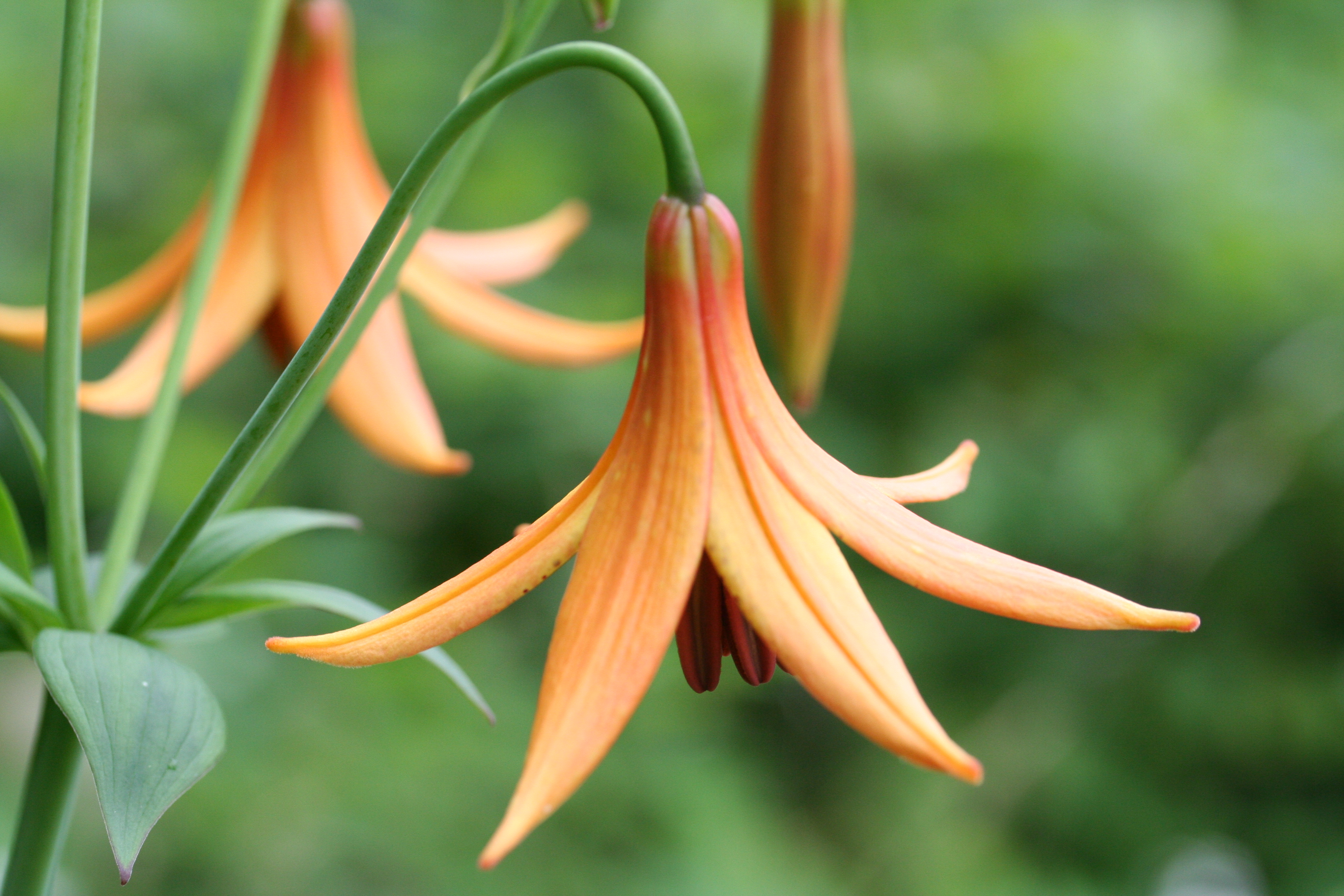
Lilium canadense L. — Lis du Canada
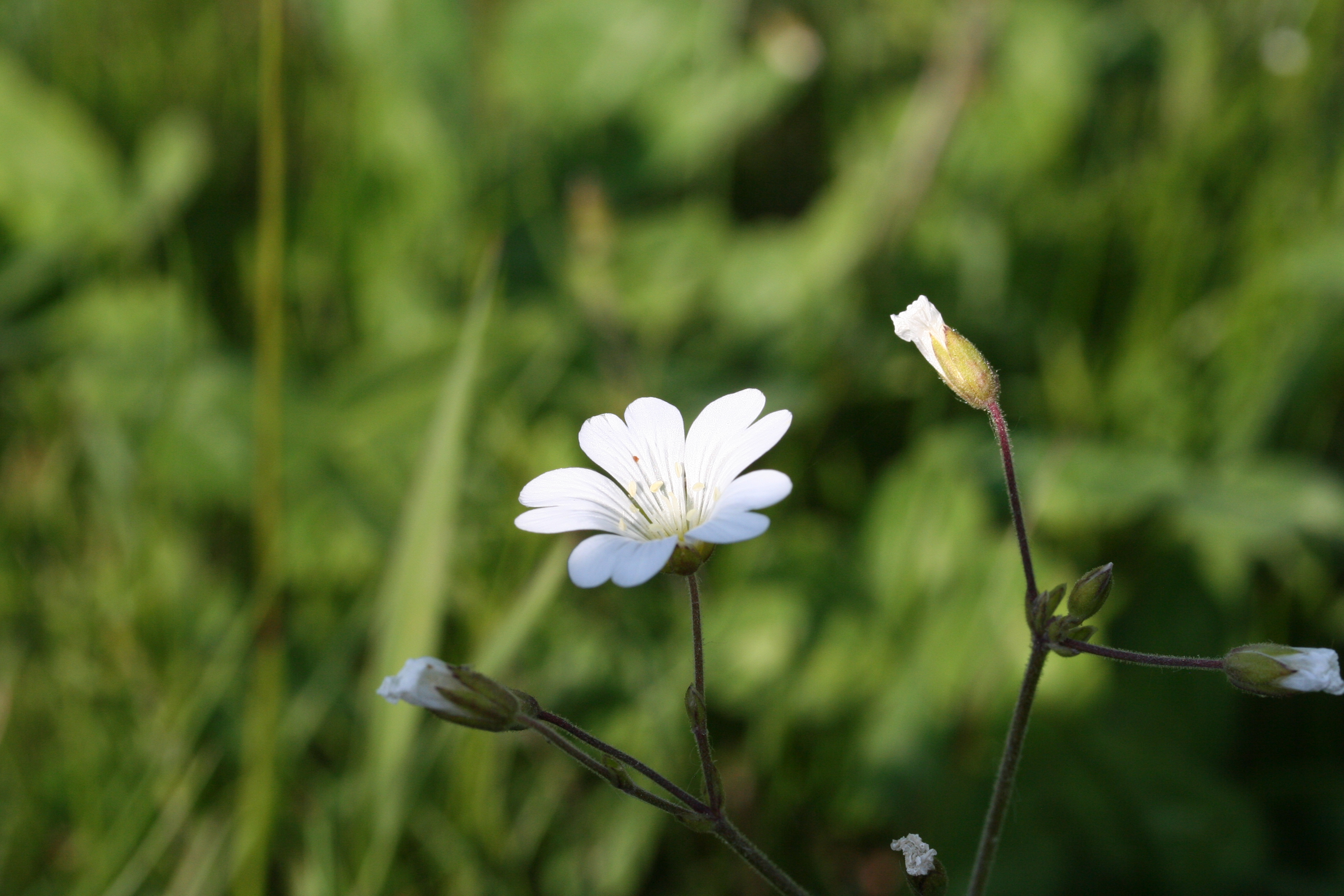
Cerastium arvense L. — Céraiste des champs
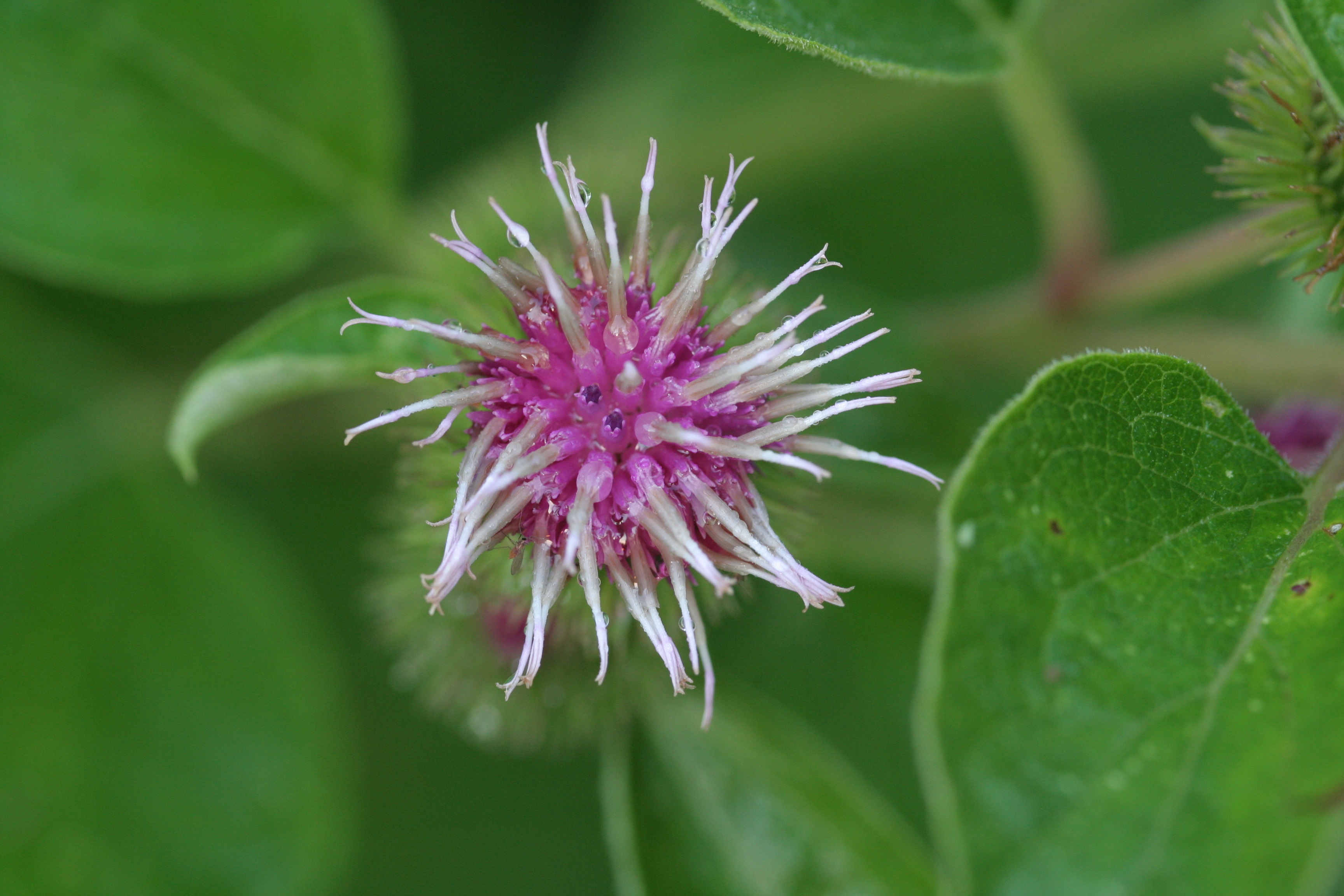
Arctium minus (Hill) Bernhard  — Bardane mineure
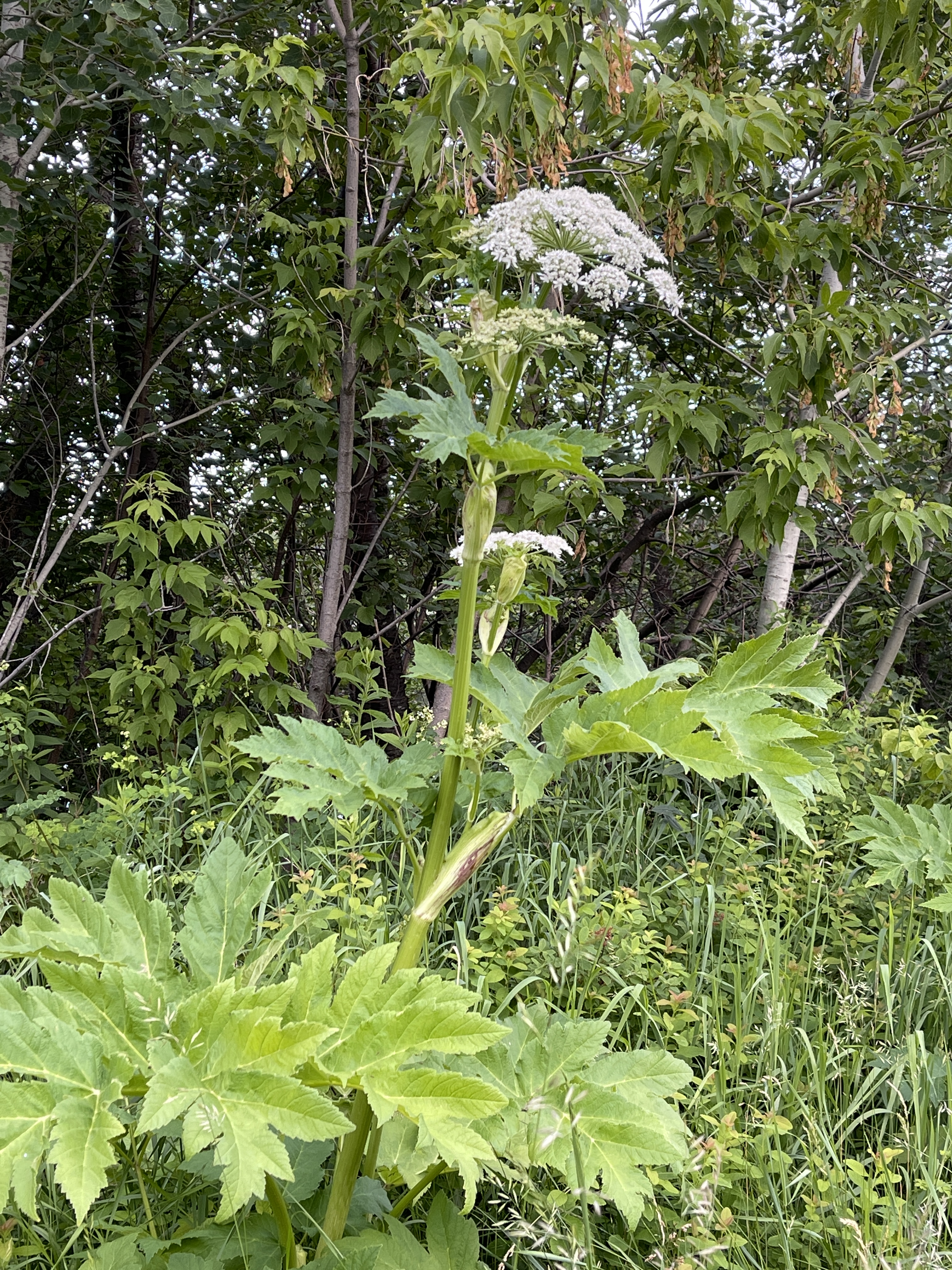
Heracleum maximum Bart. — Berce très grande
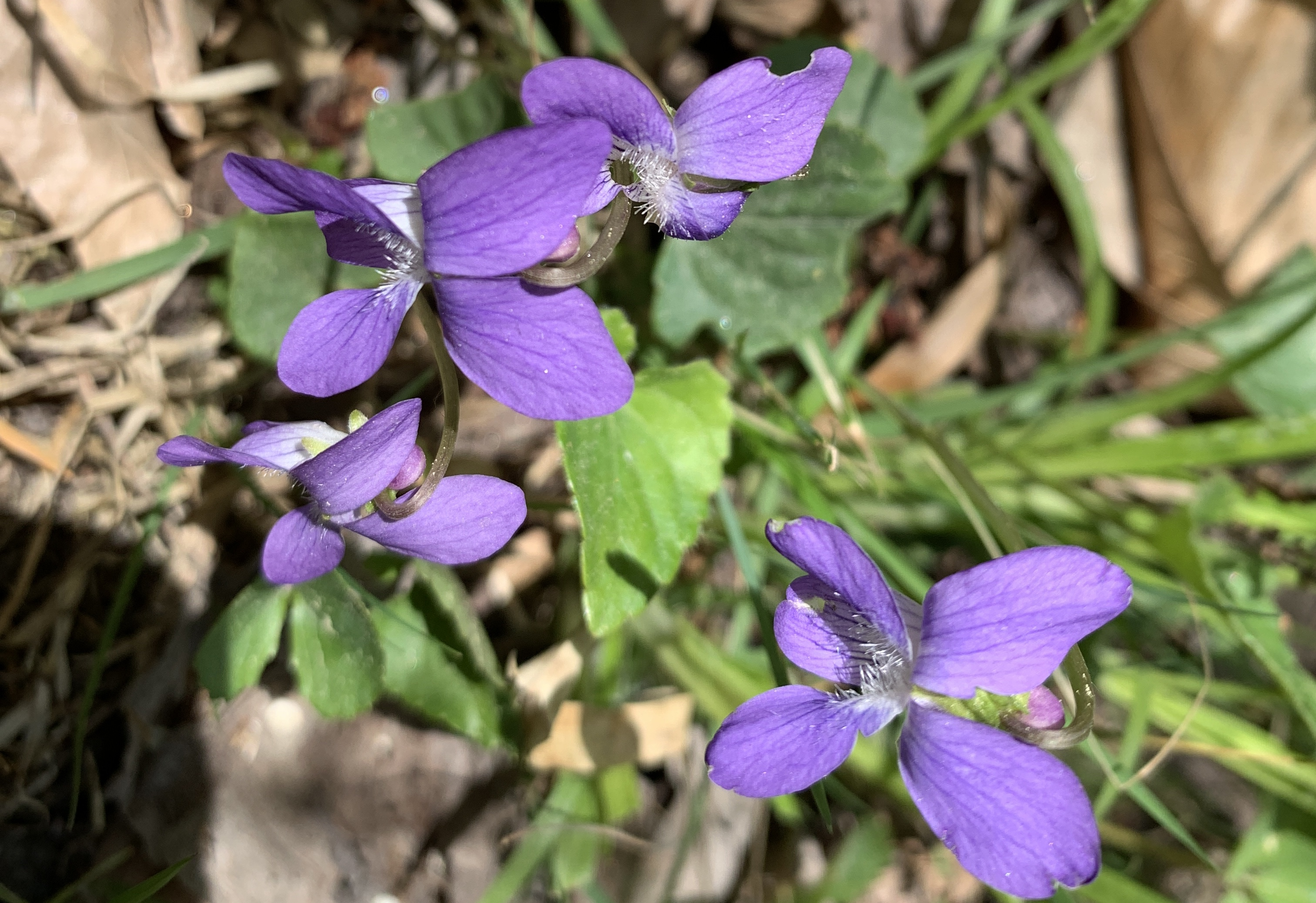
Viola L. — Violette